# Atlantidae
Famille
Les Atlantidae forment une famille de mollusques gastéropodes pélagiques, de l'ordre des Littorinimorpha.

## Taxonomie
Certaines organisations attribuent la création de cette famille à Wiegmann et Ruthe en 1832, toutefois selon le World Register of Marine Species ce serait Rang qui l'aurait décrite en premier en 1829.

## Liste des genres
Selon World Register of Marine Species (1 février 2016) :
- genre Atlanta Lesueur, 1817
- genre Oxygyrus Benson, 1835
- genre Protatlanta Tesch, 1908
- genre Bellerophina d'Orbigny, 1843 † (nomen dubium)

## Galerie

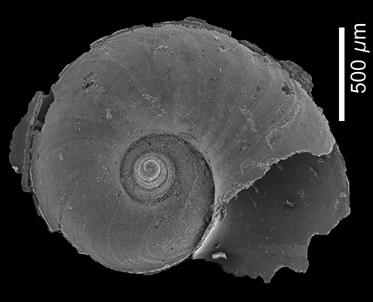
Atlanta brunnea
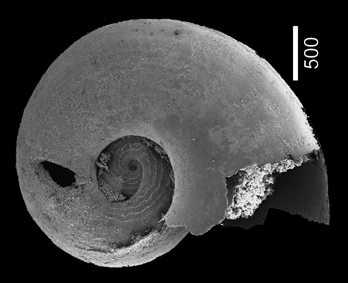
Oxygyrus keraudrenii
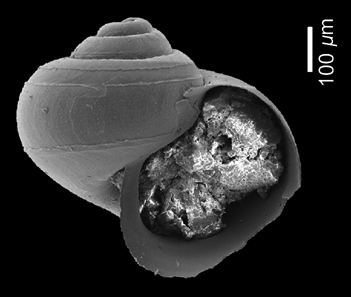
Protatlanta souleyeti